# Канди, Дин
Дин Рэймонд Канди (англ. Dean Raymond Cundey; род. 12 марта 1946, Алхамбра, Калифорния, США) — американский кинооператор.

## Биография
Дин Канди родился 12 марта 1946 года в города Алхамбра (штат Калифорния) в США. В детстве увлекался сборкой моделей и интересовался кино. До своего первого крупного проекта, Хэллоуина Джона Карпентера, прославившего его, у Канди за плечами уже было несколько серьёзных работ в кино в качестве оператора.
На съёмках картины вся необходимая аппаратура была у него с собой и помещалась в небольшом фургоне, что было очень удобно на съёмочной площадке.
Является членом Американского общества кинооператоров с 1986 года.

## Избранная фильмография
- 1977 — Болельщицы для Сатаны
- 1978 — Хэллоуин
- 1980 — Туман
- 1981 — Побег из Нью-Йорка
- 1981 — Хэллоуин 2
- 1982 — Нечто
- 1983 — Хэллоуин 3: Время ведьм
- 1983 — Психо 2
- 1984 — Роман с камнем
- 1985 — Назад в будущее
- 1988 — Кто подставил кролика Роджера
- 1989 — Назад в будущее 2
- 1990 — Назад в будущее 3
- 1991 — Капитан Крюк
- 1993 — Парк юрского периода
- 1994 — Флинтстоуны
- 1995 — Каспер
- 1998 — Ловушка для родителей
- 2004 — Гарфилд
- 2006 — Отпуск по обмену
- 2010 — Скуби-ду 4: Проклятье озёрного монстра
- 2011 — Такие разные близнецы
- 2017 — В гостях у Элис